# 白利寺
白利寺（藏語：བད་རི་དགོན་པ，威利转写：bad ri dgon pa），又称白日寺，位於四川省甘孜縣，文物遺址年代判定為清。1980年7月7日列為四川省重新確定公布的第一批省級文物保護單位。2006年5月25日公佈為第六批全國重點文物保護單位。